# Nicola Szák
Nicola Szák (in ungherese Szák nembeli Miklós; ... – marzo 1241), fu un potente nobile ungherese che ricoprì per due volte la carica di palatino d'Ungheria dal 1219 al 1222 e nel 1226.
Stretto confidente di re Andrea II, durante la sua prima parentesi al palatinato avviò una riforma completa del sistema giudiziario. Perse influenza politica quando il re Béla IV salì al trono ungherese nel 1235. Nicola fu ucciso alla vigilia della prima invasione mongola dell'Ungheria nel marzo 1241, affrontando i cumani, che decisero di lasciare l'Ungheria e devastarono molti villaggi lungo il cammino verso la penisola balcanica dopo l'assassinio del loro khan Köten.

## Biografia

### Origini e primi anni
Discendente del ramo Gyalán della gens dei Szák, i quali possedevano dei feudi nel Transdanubio Centrale, principalmente nei comitati di Tolna e Komárom, perlopiù distribuite intorno a Szák, da cui il nome della località. Unico figlio noto di Barc, il matrimonio di Nicola con una nobildonna non identificata diede alla luce un figlio, Herrand, che morì senza avere discendenti maschi prima del 1250.
I suoi primi anni ricoprendo dei ruoli amministrativi risultano molto incerti, a seconda dell'identificazione di quei signori contemporanei omonimi, che ricoprirono cariche di corte nello stesso periodo durante il regno di Andrea II. Le opere storiografiche precedenti, ad esempio quelle di Mór Wertner, ritengono che Nicola Szák avesse servito come giudice reale dal 1208 al 1210 e ispán del comitato di Pozsony dal 1211 al 1212, ma lo storico Attila Zsoldos ha attribuito queste cariche a un diverso Nicola. Nicola Szák, infatti, fu menzionato per la prima volta come conte (o giudice) della corte della regina consorte Gertrude di Merania nel 1213, poco prima del suo assassinio. Oltre a ciò, svolse anche la funzione di ispán del comitato di Giavarino. Secondo un documento dalla dubbia autenticità, Nicola deteneva entrambe le dignità già nel 1212. Nicola partecipò alla quinta crociata sotto il comando di Andrea II dall'estate del 1217. Mentre la maggioranza del contingente tornò in Ungheria all'inizio del 1218, Nicola rimase in Terra Santa per un po' e prese parte all'assedio di Damietta, insieme ai vescovi Pietro II di Giavarino e Simone di Gran Varadino.

### Palatino d'Ungheria
Quando tornò in Ungheria, Andrea trovò il suo regno in uno stato di anarchia, poiché sia il governatore reale Giovanni, arcivescovo di Strigonio sia il palatino Giulio Kán si dimostrarono incapaci di impedire la diffusione di saccheggi e condizioni caotiche. Di conseguenza, Andrea II rimosse Giulio Kán dal suo incarico. Qualche tempo prima del giugno 1219, Nicola Szák, che in quel periodo era tornato a casa, fu nominato palatino d'Ungheria e preservò la dignità fino al 1222. Oltre a ciò, svolse anche la funzione di ispán del comitato di Sopron tra il 1219 e il 1224. In seguito, in tale comitato concentrò le proprie attività e si preoccupò di accrescere localmente la sua ricchezza.
La nomina di Nicola Szák determinò una serie di riforme strutturali nel sistema istituzionale della corte palatina. Lo storico Tibor Szőcs ha sostenuto che Nicola Szák contribuì a migliorare l'assetto della sua carica, la quale fino ad allora non disponeva di un vero e proprio sistema amministrativo a supporto della figura che rivestiva il ruolo di palatino. È plausibile che la figura di vice-palatino fosse stata creata sotto di lui. I primi atti a riferirsi ai vice-palatini li menzionano con diverse formule, tra cui vicarius palatini (nel 1220 e 1221), e vicecomes palatini comitis e viceiudex palatini comitis (nel 1221). I primi vice-palatini di Nicola furono (forse) File Szeretvai, Petus, Maurizio Pok e Martino, che plausibilmente ricoprirono le loro cariche simultaneamente. Gli stessi documenti, tutti conservati nel Regestrum Varadinense suggeriscono che il palatino e i suoi vice amministrassero la giustizia durante lo stesso periodo, sia pur in territori lontani: mentre il palatino Nicola Szák dirimeva i casi nelle terre a est del fiume Tibisco (principalmente i comitati di Abaúj, Heves e Szolnok), i suoi vice operavano in Transdanubio nel 1220. Questa pratica si dimostrò con il tempo impopolare, perché la bolla d'oro del 1222 affermava esplicitamente che il palatino «non avrà alcun giudice vice eccetto quello della sua corte». La bolla d'oro del 1231 statuì altresì che il palatino potesse avere un unico sostituto. Stando a un verdetto del 1219, Nicola giudicò alla presenza di un forum di udvornici (gli uomini liberi del ceto medio del regno ungherese) nel distretto di Kemej. Non può tuttavia essere considerato un precursore delle successive assemblee palatine (generalis congregatio). Gli udvornici reali erano tradizionalmente amministrati dal palatino. A Nicola fu affidato il compito di supervisionare le precedenti concessioni reali a loro assegnate nel 1220-1221. Tuttavia, su richiesta di Andrea II, Nicola giudicò pure gli udvornici ecclesiastici di Strigonio nel 1221. È plausibile che anche i peceneghi di Nagyhalom nel comitato di Albareale appartenessero alla sua giurisdizione nel medesimo anno.
Durante il periodo in cui operò, iniziò anche il processo di rilascio regolare di lettere di condanna presso la corte palatina; in precedenza, altre istituzioni, come la cancelleria reale o i luoghi di autenticazione (locus credibilis) riportavano per iscritto il contenuto della decisione giudiziaria se i litiganti lo richiedevano. La prima di queste carte conservata risale all'anno 1219 durante una causa in cui l'abate litigante, Uros di Pannonhalma, chiese che la sentenza fosse registrata per iscritto. Nicola emise il primo diploma palatino sopravvissuto nel 1220, contenente anche un verdetto in cui era coinvolta l'abbazia di Pannonhalma. L'anno successivo, Nicola emise una carta riguardante la divisione delle terre tra i membri della famiglia Ják. In totale sono sopravvissute undici carte di Nicola, insieme alla menzione di altre otto carte e lettere. La transizione fu caratterizzata dal fatto che gli scrivani permanenti non lavoravano sotto Nicola in quel periodo: un esame paleografico delle sue cinque carte originali sopravvissute dimostra che si tratta di opere di cinque impiegati diversi. È presumibile che laddove Nicola stava solo giudicando, uno scriba di un vicino luogo di autenticazione o monastero avesse curato dei diplomi ad hoc. Nei suoi documenti, Nicola impiegò il metodo del chirografo. Per autenticare i documenti, Nicola ricorse a normali sigilli doppi e a un anello con sigillo, benché quest'ultimo non sia mai stato portato alla luce. Va per completezza segnalato che Nicola non dispose mai di sottoposti in grado di operare in maniera permanente. Ad esempio, nel 1226, quando fu necessario stabilire l'autenticità di un diploma, invocò l'assistenza di Roberto, arcivescovo di Strigonio, e di altri ecclesiastici.

### Consigliere di Andrea II
Subito dopo il 1220, Nicola Szák divenne uno dei più fedeli confidenti di re Andrea II, che adottò "nuove istituzioni" e distribuì ampie porzioni dei domini della corona (castelli reali e tutte le tenute ad essi annesse) come concessioni ereditarie ai suoi sostenitori, una politica questa di cui ne beneficiò anche Nicola. Tale assegnazione riguardò nel suo caso l'intero ispanato di Locsmánd (Luchman, oggi Lutzmannsburg), situato nel comitato di Sopron lungo il confine con l'Austria, e gli immediati dintorni, comprensivi del castello fortificato di Lánzsér (l'attuale Landsee, parte di Markt Sankt Martin, in Austria). Si suppone che Nicola Szák avesse fatto edificare la fortezza di Lánzsér basandosi sui castelli crociati nella Terra Santa. Prima del 1222, Nicola scambiò i suoi villaggi Veperd e Kislók (rispettivamente gli attuali Weppersdorf e Unterfrauenhaid in Austria) con il suo re in cambio di feudi situati chissà dove nel comitato di Sopron. Il monarca donò i due insediamenti a Pousa Szák nel 1222, a causa della sua prigionia in «terra greca», quando fu portato di corsa dal re di ritorno dalla Terra Santa nel 1218.

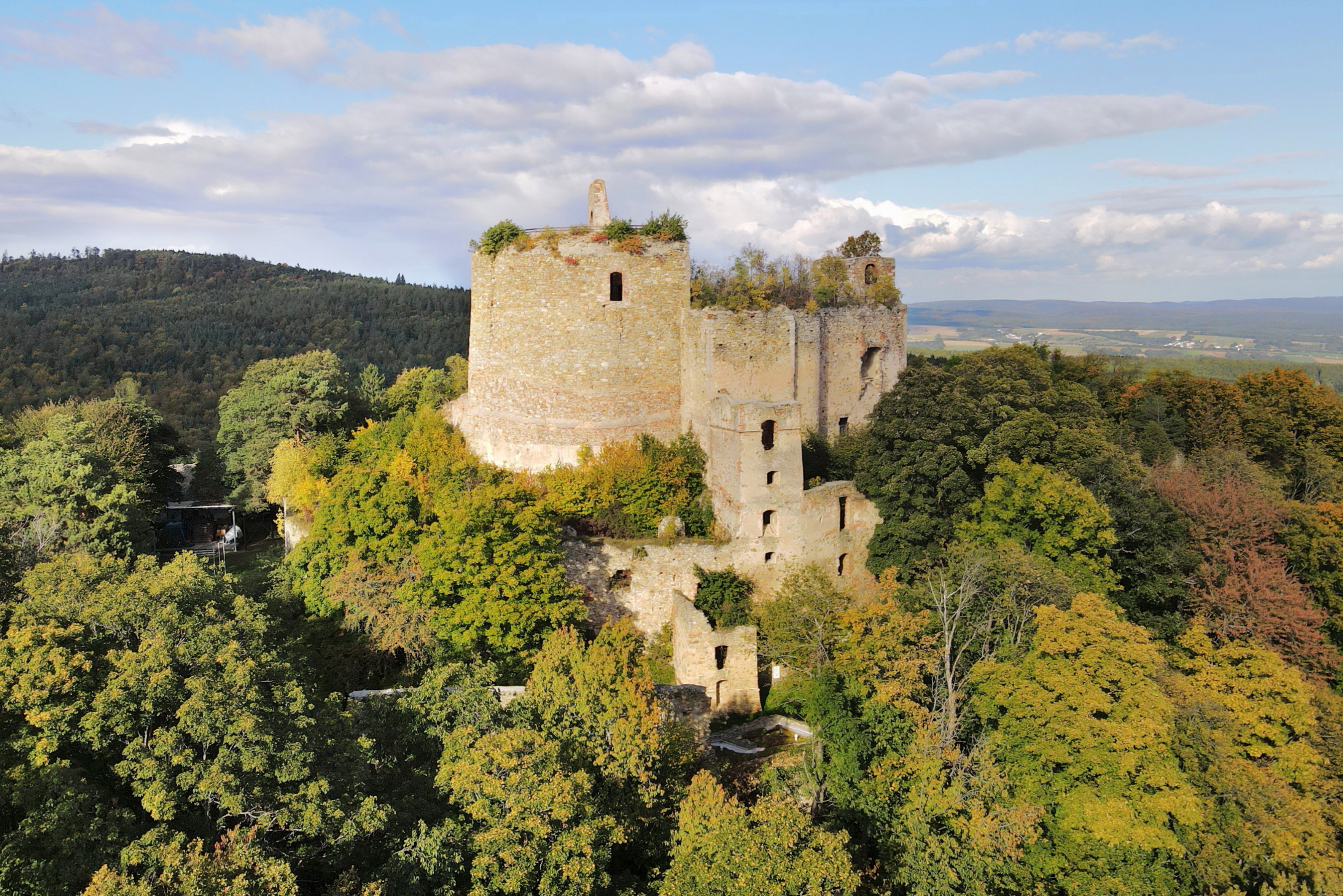
Il Burgruine Landsee (Lánzsér), forse costruito da Nicola Szák tra 1220 e 1240

All'inizio del 1222, emerse un conflitto tra Andrea II e alcuni potenti aristocratico. Una lettera del 1222 di papa Onorio III rivela che «alcuni uomini empi» avevano costretto Andrea II a condividere i suoi domini con il suo erede, il duca Béla, che fagocitò l'opposizione interna al governo di suo padre da allora in poi. Gli scritti disponibili lasciano trapelare che i nobili scontenti, molti dei quali avevano ricoperto alte cariche durante il regno di Emerico, organizzarono un colpo di stato nella primavera del 1222. Andrea fu costretto a rimuovere i suoi consiglieri dalle posizioni più importanti della corte, tra cui Nicola Szák, che fu sostituito come palatino da Teodoro Csanád, una figura di spicco del movimento del 1222. Il monarca fu inoltre costretto a emanare una bolla d'oro. Nonostante Andrea II avesse ripreso il controllo del consiglio reale nella seconda metà del 1222, non reintegrò Nicola alla posizione di palatino. È possibile avesse fatto ritorno in Terra Santa per combattere contro il sultanato ayyubide, perché papa Onorio incaricò Ugrino Csák, arcivescovo di Caloccia, di proteggere la sua famiglia e i suoi possedimenti in sua assenza per conto della Santa Sede nel dicembre 1223. Pur preservando il suo incarico nel comitato di Sopron fino al 1224, Nicola divenne conte (giudice) della corte della regina Iolanda di Courtenay dal 1222 al 1225, una dignità questa relativamente più insignificante. Servì pure come ispán del comitato di Pozsony per un breve periodo nel 1224.
Nicola fu nuovamente nominato palatino d'Ungheria per un breve periodo nel 1226 e, nello stesso frangente, amministrò il comitato di Sopron. Questo paio di incarichi ricoperti giustificano la frequenza di rilascio di diplomi rispetto ai suoi contemporanei. Tra i provvedimenti più rilevanti rientra il giudizio di una controversia riguardante Csurgó e Zákány nel comitato di Somogy. Il suo pristaldus ("balivo") permanente era Budimiro dei Budmér in quel periodo. A Nicola successe come palatino Dionigi, figlio di Ampud, al massimo all'inizio del 1227. Nicola perse gradualmente influenza nella corte reale per il resto del regno di Andrea, mentre Giulio Kan e Dionigi esercitarono un ruolo preponderante in politica. È possibile che Nicola corrispondesse al nobile che fu designato maestro della cavalleria tra il 1228 e il 1230. Se questa ipotesi fosse corretta, egli funse anche da ispán (conte) per gli stallieri (in ungherese lovászispán; in latino comes agasonum) simultaneamente dal 1228 al 1229, e ispán del comitato di Sopron nel 1230. Nel 1228, i sostenitori del duca Béla assunsero il potere nel consiglio reale dopo un'altra ondata di insoddisfazione. Andrea fu costretto ad autorizzare suo figlio a rivedere le sue precedenti concessioni terriere in tutta l'Ungheria. Secondo un atto del 1230, Andrea II delegò Nicola a quel comitato composto dal duca Béla e dai suoi sostenitori, che indagava sui casi nel comitato di Sopron. Un documento dalla dubbia autenticità si riferisce a Nicola come conte della corte reale nel 1232. Designato come ispán del comitato di Sopron nel 1233, in questa veste gli fu affidato il compito di investigare e supervisionare i feudi ereditari posseduti «senza concessioni reali» nel comitato. Quando Andrea II siglò un accordo con la Santa Sede nell'agosto-settembre 1233 noto come giuramento di Bereg, il nome di Nicola figurava fra quelli dei dignitari che giurarono sul documento, il che è una buona indicazione del suo alto prestigio alla corte reale, anche se a quel tempo non deteneva più la dignità di corte.

### Ultimi anni
(Ruggero di Puglia, Carmen miserabile)
Dopo la morte di Andrea II, suo figlio Béla IV salì al trono ungherese nel settembre 1235. Nicola cadde in disgrazia e perse completamente influenza politica, mentre alcuni dei suoi possedimenti terrieri lungo il confine con l'Austria furono confiscati, ma riuscì a evitare la prigione o l'esecuzione, a differenza di Dionigi, figlio di Ampud o di Giulio Kán. Tuttavia, fu condannato per «alto tradimento». Una lettera di Béla IV destinata a papa Gregorio IX intorno all'agosto del 1236 afferma che Nicola, insieme al vecchio maestro del tesoro Nicola, suo omonimo, e Mika il Barbuto, si impossessò di gran parte delle entrate della corona e le depositò presso le chiese locali. Nicola fu in seguito graziato, ma la sua persona rimase nell'oscurità per gli anni successivi.
I mongoli sfondarono le barricate erette nel passo di Verecke (Passo di Veretskij, in Ucraina) e invasero il regno d'Ungheria il 12 marzo 1241. Quando i cittadini di Pest si resero conto della presenza dei cumani nell'esercito invasore, emerse un'isteria di massa. Gli abitanti accusarono il loro capo Köten e i loro cumani di collaborare con il nemico. Scoppiò una rivolta e la folla massacrò Köten e il suo seguito il 17 marzo 1241. Dopo aver saputo della sorte di Köten, i cumani decisero di abbandonare l'Ungheria. Nicola figurava tra quei nobili del Transdanubio che tentarono di unirsi all'esercito reale per scontrarsi con i mongoli in avanzata. Tuttavia le loro truppe, guidate da Bulcsú Lád, il vescovo di Csanád e Nicola Szák furono affrontate dai cumani in fuga, che saccheggiarono e distrussero molti villaggi sulla loro strada verso la penisola balcanica. Il loro esercito incrociò i predoni nelle parti centrali del regno, dove i cumani li uccisero. Nicola fu ucciso nella scaramuccia, mentre il vescovo riuscì a fuggire fortunosamente.
Dopo la morte di Nicola, il suo unico figlio Herrand divenne signore di Locsmánd. Tuttavia morì presto senza discendenti maschi, prima del 1250 (ma più plausibilmente prima del 1245). Il distretto del castello di Locsmánd passò in seguito alla corona. A seguito di un possesso temporaneo da parte della regina Maria Lascaris di Nicea, Béla IV concesse tre degli antichi feudi di Herrand – Terjén, Gyalán e Várong – ad un lontano parente, Corrado Szák, nell'aprile del 1250. Il sovrano ungherese concesse la signoria di Locsmánd al suo confidente Lorenzo Aba nel 1263.